# Tristan Risk
Pour les articles homonymes, voir Tristan et Risk.
Tristan Risk, surnommée Little Miss Risk est une actrice et mannequin canadienne. 

## Filmographie

### Actrice
- 2005 : Darkest Hour : Thérèse
- 2011 : Crazy Dracula Spring Break Weekend (court métrage) : Zombie Amy Winehouse
- 2012 : Twisted Twins (court métrage) : Bloody Nurse
- 2012 : American Mary : Beatress Johnson
- 2013 : To Jennifer : Flight Attendant (voix)
- 2014 : WiH Massive Blood Drive PSA (court métrage)
- 2014 : Call Girl (court métrage) : Mitzy
- 2014 : Fight Like a Girl (court métrage)
- 2014 : Happily Ever Evil (court métrage) : Evil Tristan
- 2014 : The Editor : Veronica
- 2014 : ABCs of Death 2 : Yumi (segment "T")
- 2014 : House of Manson : Abigail Folger
- 2015 : Bring Us Your Women : woman (segment "Arya Tara")
- 2015 : Straight to Video: The B-Movie Odyssey (série télévisée)
- 2015 : Ground Floor (court métrage) : Amanda
- 2015 : Innsmouth (court métrage) : Alice Marsh
- 2015 : Madre De Dios (court métrage) : la jolie victime
- 2015 : Save Yourself : Crystal Lacroix
- 2015 : Boogeyman: Reincarnation : Taylor
- 2015 : Mania : Brooke
- 2015-2016 : Death Row Democracy (série télévisée) : Dysis / Dominatrix
- 2016 : Harvest Lake : Cat
- 2016 : Mindless : Marie
- 2016 : Fetish Factory : Tristan
- 2006 : Desolation : Lily
- 2016 : Ayla : Ayla
- 2016 : Real Fiction : la prostituée #2
- 2016 : Puppet Killer : l'hôtesse
- 2016 : Frankenstein Created Bikers : Val
- 2016 : Chainsaw Sally: The Animated Series (série télévisée) : Miss Risk (voix)
- 2016 : Alphamem : Briana Hampion
- 2016 : To Lloyd with Love (court métrage) : l'hôtesse

### Scénariste
- 2014 : Happily Ever Evil (court métrage)

### Producteur exécutif
- 2015 : Ground Floor (court métrage)